# Huskvarna
Huskvarna este un oraș în Suedia.